# Conta Azul
Conta Azul é uma empresa de software brasileira que desenvolve e vende uma plataforma de gestão de negócios, inteiramente em nuvem, para micro e pequenas empresas, com uma extensão para escritórios contábeis. A plataforma Conta Azul (para MPEs) e a Conta Azul Mais (para contadores) possibilita integrações dos clientes com governo, bancos etc. Por ser um software, a solução é classificada como sistema ERP para pequenas empresas.

## História
A empresa foi fundada em 2012 e, antes disso, chegou a se posicionar como ÁgilERP.. Sua sede fica em Joinville (SC), mas também possui um escritório em São Paulo (SP). Seus fundadores são Vinícius Roveda, atual CEO da empresa, José Carlos Sardagna e João Zaratine. 
Foi uma das primeiras empresas brasileiras contempladas pelo programa da 500 Startups, empresa essa apontada pela revista Forbes como uma principais aceleradoras de startups do mundo. Depois, recebeu outros investimentos de fundos de venture capital internacionais, como Ribbit Capital, Monashees, Valar Ventures e Tiger Global Management.
Em 2017, foram anunciadas integrações com outros sistemas, como Pipedrive, e instituições financeiras - especificamente o Banco do Brasil.
Em 2018, a empresa realizou uma nova rodada de investimentos de R$ 100 milhões, encabeçada pela Tiger Global. Logo em seguida, a companhia anunciou a aquisição da start-up Wabbi Software S.A. , a criação da unidade de São Paulo e a oferta de funcionalidades para varejo e meios de pagamento.
A Conta Azul é citada por vezes como parte do ecossistema de Fintechs no Brasil. E mencionada, ainda, em listas de empresas com potencial para se tornarem Unicórnios brasileiros.
Desde os primeiros passos, adotou estratégias de marketing digital, especialmente marketing de conteúdo e inbound marketing para adquirir usuários e penetrar mercado.
Com base em técnicas de pesquisa, design thinking e usabilidade, a empresa busca construir interfaces amigáveis e intuitivas. Usa ainda métricas padrão de mercado no universo de startups, como Net Promoter Score (NPS), Inside Sales etc.
Em 2018, em parceria com a Code:Nation, Conta Azul lançou um programa educacional para estudantes interessados em direcionar a carreira para desenvolvedores de software, a Academia Dev. E, também, uma escola de Design para capacitar novos talentos do Design brasileiro, a Lumos Experience.

## Engenharia de software
No desenvolvimento de softwares, a Conta Azul adota metodologias ágeis (Agile), como SCRUM e Kanban para gerenciar tarefas e melhorias.
Atualmente, tem cerca de 420 funcionários

## Prêmios e reconhecimentos
- 2013: Melhor entre os 5 melhores softwares de gestão testados pela Folha de S.Paulo[25]
- 2013: Empreendedor de Sucesso, na categoria Startup, pela Pequenas Empresas Grandes Negócios[26]
- 2013: Melhor app web e melhor co-founder, no TheNextWeb Startup Awards Brasil[27]
- 2014: 7º lugar entre as 10 empresas mais inovadoras na América do Sul, Fast Company[28][29]
- 2015: Customer Happiness Awards América Latina, pela NiceReply[30]
- 2017: 9º lugar entre as 30 Melhores Pequenas e Médias Empresas para se trabalhar, pela Love Mondays[31]
- 2017: 13ª entre as 20 empresas com melhores salários no Brasil[32]
- 2017: Empreendedores Endeavor[33]

## Ligações Externas
- «Sítio oficial»
- Blog dos engenheiros de software da empresa